# Constantino Carvallo Loli
Constantino Tendulio Carvallo Loli (Huacho, 12 de abril de 1853-Lima, 10 de marzo de 1920) fue un médico-cirujano y catedrático universitario peruano, uno de los pioneros del avance de la medicina en su país. Fue el fundador y primer titular de la cátedra de Ginecología en la Universidad Mayor de San Marcos, así como el primero en aplicar la esterilización y la asepsia en las salas quirúrgicas, y en traer una máquina de rayos X al Perú.

## Biografía
En 1871 ingresó a la Facultad de Medicina de San Fernando (Universidad Mayor de San Marcos). Era todavía alumno cuando fue nombrado ayudante de práctica de Anatomía Descriptiva, iniciando así su labor docente que desarrolló hasta el final de su vida. En 1881 se graduó de bachiller y doctor en Medicina. Eran entonces los días de la ocupación chilena de Lima, en el contexto de la Guerra del Pacífico.
Fue nombrado director del anfiteatro anatómico de la Facultad de Medicina, que entonces funcionaba en el mortuorio del Hospital Nacional Dos de Mayo, pero cuando los chilenos ocuparon dicho local, trasladó el anfiteatro al mortuorio del Hospital San Bartolomé, de manera clandestina.
En 1884 era ya catedrático auxiliar y seguía dictando el curso de Anatomía Descriptiva. En ese mismo año renunció a su cátedra, junto con otros profesores, como señal de solidaridad con el decano de la Facultad de Medicina, doctor Manuel Odriozola Romero, que había sido destituido por el gobierno de Miguel Iglesias en una actitud abiertamente violatoria de la autonomía universitaria. Odriozola fue restituido tras la ascensión al poder del general Andrés A. Cáceres en 1886, retornando también a San Marcos los catedráticos que habían renunciado, entre ellos Carvallo.
En 1885 pasó a ser miembro titular de la Academia Libre de Medicina, que al año siguiente se convirtió en la Academia Nacional de Medicina.
Hizo dos viajes de perfeccionamiento a Europa. El primero lo realizó entre 1890 y 1891, recorriendo los hospitales de diversos países y asimilando principalmente las enseñanzas de la escuela francesa. El segundo lo hizo en 1895, ocasión en la que asistió al Hospital Bichat de París, donde se perfeccionó en la técnica quirúrgica abdominal, ginecológica y obstétrica.
En 1896 regresó al Perú trayendo una estufa de secado Poupinel y una bujía de Chamberland, todos ellos implementos de esterilización que llegaban por primera vez al país. También fue el primero en traer un aparato de Rayos X, siendo la radiografía de la mano derecha del presidente Nicolás de Piérola y la del escritor Ricardo Palma las primeras en tomarse en el país. Hasta donde se conoce, fue el Perú el primer país de Sudamérica que contó con un aparato de Rayos X, a menos de un año del descubrimiento que hiciera Wilhelm Conrad Roentgen. Carvallo fue también pionero en el Perú del uso de la radioterapia en el tratamiento del cáncer.
El 19 de junio de 1897 se creó, por Resolución Suprema, la cátedra de Ginecología en la Universidad de San Marcos, siendo nombrado Carvallo como profesor titular fundador. Un ambiente del Hospital de Santa Ana, donado por la Sociedad de Beneficencia Pública de Lima, fue habilitado como sala quirúrgica para la enseñanza ginecológica, siendo equipada por el mismo Carvallo. Esa sala, conocida como la Sala de Las Mercedes (situada en la sede actual del Instituto Materno Perinatal u Maternidad de Lima) fue el primer quirófano del Perú donde se aplicaron las modernas técnicas de la cirugía, dándose importancia fundamental a la esterilización y la asepsia. La primera clase de Ginecología se dictó el 17 de agosto de 1898.
Falleció en Lima, el 10 de marzo de 1920, cuando faltaban pocos meses para que cumpliera los 67 años de edad. Sus restos yacen en el Cementerio Presbítero Maestro.